# Indian Head (Saskatchewan)
Indian Head es un pueblo canadiense situado en la provincia de Saskatchewan.

## Superficie
Indian Head tiene una superficie de 3,08 km².

## Demografía
En 2021, tenía 1902 habitantes, una densidad poblacional de 617,7 hab./km², y 911 viviendas.